# شمشک پایین
شمشک پایین از روستاهای سابق دهستان رودبار قصران بخش رودبار قصران شهرستان شمیران استان تهران ایران بود که در آبان ماه سال ۱۳۹۱ با تأسیس شهر شمشک دربندسر به همراه چند روستای دیگر در آن ادغام شد و اکنون محله این شهر محسوب میشود.

## جمعیت
جمعیت این روستا بر اساس سرشماری سال ۱۳۸۵ حدود ۴۶۰ نفر در ۱۳۰ خانوار بوده‌است. 

## زبان
حسین کریمان در جلد دوم کتاب قصران کوهسران آورده است :منطقه قصران باستانی شامل مناطق لاوشان، فشم، دربندسر، گاجره و روستاهای کوهپایه‌ای توچلال تا مناطق غربی رودخانه جاجرود. زبان عمومی مردم قصران لهجه‌ای از زبان باستانی پهلوی است که زبان طبری یا مازندرانی، که از ریشه‌ی زبانهای دیرین ایرانی است، و عربی و اندکی ترکی، بدان درآمیخته و از زبان دری نیز در قرون اسلامی تاثیر یافته است، و هر چه از ری به مازندران نزدیک تر شوند بر میزان لهجه‌ی مازندرانی به همان نسبت افزوده می‌شود، چنانکه در لهجه‌ی میگون و شهرستانک و لالان و زایگان و روته و گرمابدر و شمشک و دربندسر لهجه‌ی مازندرانی غلبه دارد .